# Raini Rodriguez
Raini Alena Rodriguez (n. 1 iulie 1993, Bryan, Texas) este o actriță și cântăreață americană. Este cel mai bine cunoscută pentru interpretarea personajului Trish De la Rosa în serialul original Disney Channel, Austin & Ally și Maya Blart în filmele Paul Blart: Mall Cop și Paul Blart: Mall Cop 2. A apărut și într-un episod din Zack și Cody, ce viață minunată, în rolul Betsy, și în serialul de la Disney XD, Sunt în formație ca Arlene Roca sau Enervanta Arlene. A jucat-o pe Tess în filmul din 2011 Prom. Raini a câștigat premiul pentru cea mai bună actriță tânără de televiziune la premiile Imagen Awards din 2013.
Este sora mai mare a actorului Rico Rodriguez și are încă doi frați, Ray și Roy Jr.

## Viața și cariera

### Primii ani și începuturile carierei
Raini Alena Rodriguez s-a născut pe 1 iulie 1993 în Bryan, Texas. Părinții săi, Diane și Roy Rodriguez, dețin un business numit Rodriguez Tire Service. Este de origine mexicano-americană.
Ca o fată tânără, Rodriguez iubea actoria. Într-o zi, la un showcase IMTA, Raini a fost descoperită de Susan Osser, un agent de talente din California. După ce a văzut cum joacă Raini, Osser i-a sugerat mamei lui Raini dacă Osser poate deveni managerul lui Raini și să vină în California ca să-i dea lui Raini un an de oportunități de actorie. În acel timp, Raini avea unsprezece ani. Mama sa a fost de acord cu propunerea lui Osser. Raini (împreună cu Rico, fratele ei mai mic, care a început și el să fie manageriat de Osser) s-a mutat la Los Angeles. Diane i-a acompaniat temporar cât timp Roy stătea Bryan ca să muncească la magazinul de cauciucuri. Mama lor i-a învățat acasă ca ei să se poată concentra pe carierele lor.

## Filmografie
| An           | Titlu                           | Rol            | Note                                          |
| ------------ | ------------------------------- | -------------- | --------------------------------------------- |
| 2006         | Huff                            | Denise         | „Black Shadows” (Sezonul 2, Episodul 12)      |
| 2007         | Manny Iscusitul                 | Isabel Montoya | „Lost and Found”; voce                        |
| 2007         | Family of the Year              | Maria          | „Pilot” (Sezonul 1, Episodul 1)               |
| 2007         | Zack și Cody, ce viață minunată | Betsy          | „Sleepover Suite” (Sezonul 3, Episodul 7)     |
| 2010         | Sunt în formație                | Arlene Roca    | 2 episoade                                    |
| 2011–prezent | Austin & Ally                   | Trish          | Rol principal; serial original Disney Channel |
| 2011         | True Jackson, VP                | Nina           | „True Mall” (Sezonul 2, Episodul 31)          |
| 2011         | The Tonight Show with Jay Leno  | Ea însăși      | Sezonul 20, Episodul 46                       |
| 2015         | Growing Up and Down             | Jackie         | Rol principal                                 |

| An   | Titlu                                     | Rol                           | Note          |
| ---- | ----------------------------------------- | ----------------------------- | ------------- |
| 2007 | Parker                                    | Copil de la locul de joacă #1 |               |
| 2008 | Babysitters Beware                        | Sora lui Marco #2             |               |
| 2009 | Paul Blart: Mall Cop                      | Maya Blart                    | Rol suportiv  |
| 2009 | Jonas Brothers: The 3D Concert Experience | Voce ADR                      |               |
| 2009 | Slice of Water                            | Maggie Blumsfeld              |               |
| 2009 | Gordita                                   | Adolescenta Tatiana           |               |
| 2010 | Star Struck                               | Maggie                        | Rol principal |
| 2011 | Prom                                      | Tess Torres                   |               |
| 2012 | Girl in Progress                          | Tavita                        |               |
| 2015 | Paul Blart: Mall Cop 2                    | Maya Blart                    | Se filmează   |

## Discografie
| An   | Titlu                                                       | Album                                          | Single |
| ---- | ----------------------------------------------------------- | ---------------------------------------------- | ------ |
| 2012 | „Living Your Dreams”                                        | Din Beverly Hills Chihuahua 3: Viva La Fiesta! | Da     |
| 2012 | „Vive Tus Sueños (Versiunea spaniolă „Living Your Dreams”)” | Din Beverly Hills Chihuahua 3: Viva La Fiesta! | Nu     |
| 2013 | „Double Take”                                               | Din Austin & Ally                              | Nu     |
| 2013 | „You Wish You Were Me”                                      | Din Austin & Ally                              | Nu     |
| 2014 | „Row, Row, Row your Boat”                                   | Din Austin & Ally                              | Nu     |

## Videografie
| An   | Titlu                                                                 | Director   |
| ---- | --------------------------------------------------------------------- | ---------- |
| 2012 | „Living Your Dreams (Din Beverly Hills Chihuahua 3: Viva La Fiesta!)” | Necunoscut |